# 第46號交響曲 (海頓)
B大調交響曲，作品號Hob. I:46，是海頓編號第46號的交響曲作品，作於1772年，其調性是罕見於當代的B大調，其曲式為四樂章體裁。

## 分析
B大調的調性不但是海頓所有交響曲作品中所獨有，更是當時非常少見的選擇。本作的所有樂章皆是B調寫作，使之成為單一主調的作品。本作的配器是當時樂團的標準配置：雙簧管兩把，圓號兩把，以及弦樂。另外，按當時的演奏習慣，低音管、大鍵琴也會視情況加入低音聲部。
第一樂章
甚快板，4/4拍子
此樂章採奏鳴曲快板曲式寫作。樂章的開始，使用了70年代的海頓作品中常見的對比手法：個性相異的兩個短句（見譜例），前者是有力的全體齊奏，令人聯想到第44號交響曲的類似動機，後者則相對地安靜許多。
發展部取用了上述的齊奏動機，在弦樂部門做了簡單的對位（i.e. m.60），而後主調的動機突然再返（m.70），聽眾還在驚喜之餘，小調的風暴（m.76）卻出人意表地襲來，是典型的、海頓式的幽默。
第二樂章
略慢的，6/8拍子
在風格上，恬適的第二樂章較近似於海頓早年的作品。弦樂部門擔負了此樂章大部分的責任，管樂則以重複、增色的角色居多，其發揮較少。
第三樂章
梅呂哀舞曲，3/4拍子
此樂章的中段特別值得注意，B小調的調性設定，以及暗沉的色彩，都使人回想到第44號、第45號交響曲的樂念。此外，有論者認為，中段配器的顯著減少，暗示著海頓可能曾考慮在其上安排一獨奏樂器，但這個說法沒有實際的證據可供支持。
第四樂章
終曲。詼諧的急板，2/2拍子
海頓筆下的終曲樂章一向有別出心裁的安排，在此亦不例外。這個樂章有多次突兀的「停止」（e.g. m.28, m.76），予人措手不及的新鮮感。音樂繼續進行，明顯是屬和弦結束的長句（m.142）被梅呂哀舞曲「闖入」而告中斷，是整個樂章最大的驚奇。隨著主題再返，類似於前述屬和弦長句的配器──圓號和低音部的長音踏瓣，但這裡（m.203）是主和弦──也再次出現，宣告整個樂章的結束。
樂章末尾記有反覆，忠實按譜呈現者亦可體會「停止」與發展部再次「闖入」的樂趣，其舞台效果十足。
貝多芬第5號交響曲的終曲樂章也有類似於此的安排，即原先的音樂素材遭到中斷，突地引入前一樂章的音樂。但並沒有證據顯示貝多芬是參考了海頓的前例。

## 錄音
在海頓的年代，圓號的機械裝置尚未被發明、應用，而對大部分的現代圓號演奏者而言，演奏此曲的音域是相對困難的。除了少數的「古樂」詮釋及演奏之外，少有樂團嘗試錄製此曲（以及大部分的早期海頓作品）。較為著名的錄音有：
- 餐桌音樂樂團，布魯諾‧魏爾，《海頓1772年交響曲作品：第45、第46、第47號》。索尼音樂，1994年（Tafelmusik, Bruno Weil, Haydn Symphonies 1772: Nos. 45, 46 & 47. Sony Classical, 1994）（Discogs的唱片資訊 （页面存档备份，存于））

### 參照
1. ↑  Beechey, Gwilym. . London: E. Eulenburg Ltd. 1971: iii.
2. ↑  Landon, Howard Chandler Robbins. . London: Universal Edition & Rockliff. 1955: 686.
3. ↑  Brown, A. Peter. . Indiana University Press. 2002: 136–139. ISBN 0-253-33487-X.

### 樂譜
- Beechey, Gwilym. Edition Eulenburg No. 528. London: E. Eulenburg Ltd., 1971. Foreword.
- Landon, Howard Chandler Robbins. Joseph Haydn: Critical Edition of the Complete Symphonies. Vienna: Universal Edition（德语：Universal Edition）, 1963.

## 外部連結
- 夏爾斯‧羅森《古典風格》之書摘（英文）
- 海頓第46號交響曲：国际乐谱典藏计划上的乐谱